# Blauwtongvirus
Het blauwtongvirus (wetenschappelijke naam: Bluetongue virus) is een dsRNA-virus uit de familie van de Reoviridae, en net als het Afrikaanse-paardenpestvirus onderdeel van het geslacht Orbivirus. Er zijn van het blauwtongvirus 27 verschillende serotypen bekend. Het blauwtongvirus is de verwekker van de virusziekte blauwtong die voornamelijk voorkomt bij schapen. De ziekte is vernoemd naar een van de symptomen die als gevolg van deze ziekte kan optreden, namelijk de blauwe tong die dieren kunnen krijgen, wat veroorzaakt wordt door cyanose.
Eigenschappen:
- uitgeschakeld bij 180 minuten op 50 °C of 15 minuten op 60 °C
- uitgeschakeld door β-propiolacton en carbolzuur
- gevoelig voor een pH lager dan 6,0 en hoger dan 8,0
- kan lang overleven bij de aanwezigheid van proteïne

Het virus kan lang overleven in de rode bloedcellen van besmette dieren. Daarbij is de overlevingstijd van het virus bij runderen langer dan bij schapen. Door het Office International des Epizooties wordt ervan uitgegaan dat deze overlevingstijd tot wel 60 dagen na besmetting kan zijn.
De uitbraak van blauwtong in noordwest Europa is veroorzaakt door het zogenaamde type 8 blauwtongvirus. Dit type kwam tot nu toe niet voor in Europa, maar beperkte zich tot het gebied in Afrika onder de Sahara. In 2006 is dit virus ook in Bulgarije opgedoken. Men is er nog niet helemaal zeker van dat dit hetzelfde virus is, maar zeer waarschijnlijk wel.
In Zuid-Europa komt wel blauwtong voor maar het gaat dan veelal om de serotype 1, 2, 4, 9 en 16. Het blauwtongvirus serotype 8 is een zogenaamde mild pathogene variant, wat inhoudt dat er relatief weinig dieren doodgaan als gevolg van een besmetting met deze variant van het blauwtongvirus. Het vermoeden bestaat dat het virus is meegekomen met de import van dieren of via de vliegvelden van Beek of Aken.